# FK Berane
FK Berane (Montenegrijns: ФК Беране) is een Montenegrijnse voetbalclub uit Berane.
De club werd in 1920 opgericht. Nadat Montenegro zich in 2006 afscheurde van Servië werd er een eigen competitie opgericht. FK Zeta, Budućnost Podgorica en Jedinstvo Bijelo Polje speelden in de hoogste klasse van Servië en Montenegro, de overige clubs werden gerekruteerd uit lagere klassen, Berane was kampioen in de 3de klasse.
In het eerste seizoen van de hoogste klasse werd Berane laatste en degradeerde. In 2009 promoveerde de club weer. Berane kon het behoud niet verzekeren en degradeerde, na in de eindronde verloren te hebben van OFK Bar, weer naar de tweede liga. In 2014 volgde opnieuw promotie. Bij de terugkeer werden ze laatste.

## Eindklasseringen
| Seizoen | №    | Clubs | Divisie               | Duels | Winst | Gelijk | Verlies | Doelsaldo | Punten |
| ------- | ---- | ----- | --------------------- | ----- | ----- | ------ | ------- | --------- | ------ |
| 2007    | ↓ 12 | 12    | Prva Crnogorska Liga  | 33    | 7     | 7      | 19      | 25–48     | 28     |
| 2008    | 4    | 12    | Druga Crnogorska Liga | 33    | 15    | 10     | 8       | 40–21     | 55     |
| 2009    | ↑ 1  | 12    | Druga Crnogorska Liga | 33    | 23    | 5      | 5       | 63–13     | 74     |
| 2010    | ↓ 11 | 12    | Prva Crnogorska Liga  | 33    | 8     | 6      | 19      | 28–49     | 30     |
| 2011    | ↑ 3  | 12    | Druga Crnogorska Liga | 33    | 15    | 6      | 12      | 46–32     | 51     |
| 2012    | ↓ 11 | 12    | Prva Crnogorska Liga  | 33    | 8     | 5      | 20      | 32–54     | 30     |
| 2012    | 7    | 11    | Druga Crnogorska Liga | 30    | 10    | 8      | 12      | 38–56     | 35     |
| 2014    | ↑ 2  | 12    | Druga Crnogorska Liga | 33    | 17    | 6      | 10      | 56–37     | 57     |